# سنتر (کلرادو)
سنتر (به انگلیسی: Center) شهری در ایالت کلرادو کشور ایالات متحده آمریکا است که جمعیت آن در سرشماری سال ۲۰۱۰ میلادی، ۲٬۲۳۰ نفر بوده‌است.